# イララ (船)
イララ（Ilala）は、マラウイ湖を航行するフェリー。1875年に建造された先代のイララとの区別のため、正式にはイララ2（Ilala II）である。イララは、デイヴィッド・リヴィングストンの死没地であるザンビアの地方名にちなんだものである。

## 船歴
1949年、ニヤサランド鉄道（後のマラウイ鉄道）がマラウイ湖で運航するために、一隻のフェリーをヤーロウ・シップビルダーズに発注した。先代は初めてマラウイ湖の交通を担ったポプラ製の船であり、それにつづく二隻目となる船はその名を引き継いで、イララ2と命名された。但し、塗装された名称はイララとなっており、2を省かれる事が多い。
建造後、最高で重さ18トンに至る780個の部品に分解されてモザンビークに送られ、鉄道でマラウイ湖畔まで輸送された後に組み立てられ、1951年6月に進水した。
就航後は、少なくとも2度座礁し、1990年代中頃に機関を交換するなど幾度も整備を受けながら運用され続けている。整備に伴う運休時には、通常南部を航行するMtendereが、代わって投入されている。 
モノハル構造のため、国際海事機関が推進している客船基準に合致していないことが指摘されている。
ニヤサランドとマラウイを通じて数種の切手が発行されており、2009年には英国放送協会が60周年を記念して特集を組んでいる。

## 航路
マラウイ湖南岸に位置する母港であるモンキーベイから、北部のチルンバへの航路を6日間で往復する。特にリコマ島への交通機関として知られている一方、遅れが常態化している。
かつてはカロンガに寄港し、さらに北方のタンザニアまで航行していたが、この部分は廃止されている。

### 寄港地
2009年の時点での寄港地は、以下の通りであった。復路においては、逆順で帰港する。
1. モンキーベイ（Monkey Bay）
2. チポカ
3. コタコタ
4. メタングラ（Metangula、モザンビーク）
5. コブエ（Cobue、モザンビーク）
6. リコマ島
7. チズムル島
8. カタベイ
9. Usisya
10. Ruarwe
11. Ncharo
12. チルンバ（Chilumba）

### 設備
チケットは5等級に分かれている。2011年の段階では船室は6室であり、特等船室に相当するOwner's Cabinが1室、1等船室相当のCabin Classが5室となっている。それ以下はバー・レストラン、就寝スペースが別途設けられているFirst、パッド付きの座席のあるSecond、2等船室相当のEconomyの3等級に分かれている。